# 249 (număr)
249 (două sute patruzeci și nouă) este numărul natural care urmează după 248 și precede pe 250 într-un șir crescător de numere naturale.

## În matematică
249:
- Este un număr impar.
- Este un număr compus.[1]
- Este un număr deficient.[2][3]
- Este un număr semiprim.[4][5]
- Este un număr Blum[6][7] deoarece divizorii săi sunt numere prime gaussiene.
- Este un număr harshad[8] în bazele 3, 83, 84, 124, 167 și 247.
- Este un număr palindromic în bazele 82 (3382) și 247 (11247).
- Este suma alicotă a numerelor: 375, 531, 1687, 4351, 7807, 12127, 14647 și 15151.
- Face parte din șirul alicot care începe de la 288: 288, 531, 249, 87, 33, 15, 9, 4, 3, 1, 0.

## În știință

### În astronomie
- Obiectul NGC 249 din New General Catalogue este o nebuloasă difuză din Micul Nor al lui Magellan, în constelația Tucanul.
- 249 Ilse este un asteroid din centura principală.
- 249P/LINEAR (LINEAR 53) este o cometă periodică din sistemul nostru solar.